# تشاي يونج إن
تشاي يونج إن (بالكورية: 채영인)‏ هي مغنية وممثلة كورية جنوبية. ولدت يوم 23 نوفمبر 1981 في سون تشون في كوريا الجنوبية.